# Skärkniv
Skärkniv (Pelecus cultratus) är en art i familjen karpfiskar. Den är vanligen cirka 40 cm lång, men kan bli så mycket som 60 cm. Den har en grågrön rygg och silvriga sidor.
Den förekommer i bräckt och sötvatten. Skärkniven är stimlevande och håller sig nära ytan. Dess föda är småfisk, mindre kräftdjur och insektslarver. Skärkniven leker i floder under maj–juni, men lämnar efter leken snabbt floden. Äggen flyter och kläcks efter cirka 4 dagar.
Exemplaren fortplantar sig efter 3 till 5 år för första gången när de är 20 till 30 cm långa.

## Utbredning
Skärkniven finns i Östeuropa från Svarta havet och Kaspiska havet till östra Östersjön. Arten förekommer i södra Finland samt i Sverige. Arten hittas även i norra Iran och västra Kazakstan. Den vistas främst i stora vattendrag och insjöar.
För beståndet är inga hot kända. Hela populationen bedöms som stor. IUCN listar arten som livskraftig (LC).